# جلول الجريبي
جلول الجريبي عالم دين ومفكر وسياسي تونسي ولد يوم 1 جوان 1950 في مدينة صفاقس. احتل مناصب وزير وسفير ورئيس المجلس الإسلامي الاعلى للجمهورية التونسية.

هو صاحب ماجيستير، ودكتور في العلوم السياسية. بدء مسيرته كمعلم ابتدائي، ثم أستاذ تعليم ثانوي، ثم أستاذ جامعي.

مناضل في التجمع الدستوري الديمقراطي من عام 1988، الحزب الحاكم في البلاد التونسية، وعضو في الهيئة المركزية للحزب.

يوم 9 مارس 1991، عين عضو في المجلس الإسلامي الاعلى، ثم كان على رأس المعهد العالي لأصول الدين التابع لجامعة الزيتونة من 1992 إلى 1995. احتل منصب رئاسة جامعة الزيتونة سنة 1995.

حصل سنة 1998 على شهادة من معهد الدفاع الوطني بتونس.
وانضم في 2017 إلى حزب آفاق تونس.